# Bacsa András
Bacsa András (Szepesmindszent, 1870. november 23. – Szepesmindszent, 1933. augusztus 28.) magyar festő, grafikus. 

## Életpályája

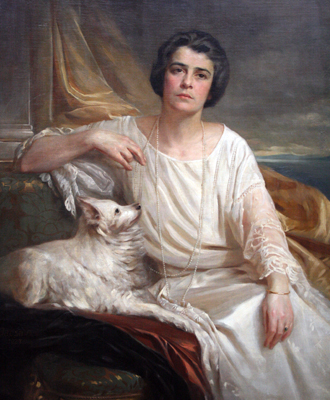
Csáky Ilona grófnő 1927-ben

Tanulmányait a Mintarajziskolában végezte, ahol mestere Lotz Károly volt. 1899-től vett részt kiállításokon a fővárosban. Zsánerképeket, portrékat, továbbá romantikus és vallásos témájú képeket is festett. Foglalkozott fényképezéssel is. Hosszabb időn át tanított az Iparművészeti Iskolában.

## Emlékezete
A Farkasréti temetőben található síremlékét Damkó József készítette.